# Умова Брегга — Вульфа

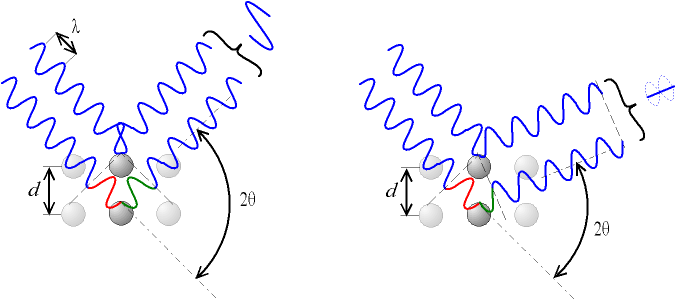

Умо́ва Бре́гга — Ву́льфа (або закон Брегга, або інтерференція Лауе — Брегга) визначає напрямок максимумів дифракції пружно розсіяного на кристалі рентгенівського випромінювання. Вивели 1913 року незалежно В. Л. Брегг і Г. В. Вульф. Має вигляд:
{\displaystyle \quad 2d\sin \theta =n\lambda }
де d — міжплощинна відстань, θ — кут ковзання (бреггівський кут), n — порядок дифракційного максимуму, λ — довжина хвилі.
Бреггівську дифракцію можна спостерігати не тільки для електромагнітних хвиль, але й для хвиль матерії (хвильова функція). Зокрема, 1936 року це вперше продемонстровано експериментально для нейтронів, а пізніше також для окремих атомів, конденсату Бозе — Ейнштейна, електронів, двоатомних і багатоатомних молекул.

## Виведення

Бреггівська дифракція

Нехай плоска монохроматична хвиля будь-якого типу падає на ґратку з періодом d, під кутом θ, як показано на малюнку. Як видно, є різниця ходу між променем, відбитим уздовж AC', і променем, що пройшов до другої площини атомів шляхом AB і тільки після цього відбився вздовж BC. Різниця ходу запишеться як
{\displaystyle (AB+BC)-(AC').}
Якщо ця різниця дорівнює цілому числу хвиль n, то дві хвилі прийдуть у точку спостереження з однаковими фазами, зазнавши інтерференції. Математично можна записати:
{\displaystyle (AB+BC)-(AC')=n\lambda }
де λ — довжина хвилі випромінювання. Скориставшись теоремою Піфагора можна показати, що
{\displaystyle AB={\frac {d}{\sin \theta }}}, {\displaystyle BC={\frac {d}{\sin \theta }}}, {\displaystyle AC={\frac {2d}{\tan \theta }}},
а також
{\displaystyle AC'=AC\cdot \cos \theta ={\frac {2d}{\tan \theta }}\cos \theta }.
Зібравши все разом отримаємо відомий вираз:
{\displaystyle n\lambda ={\frac {2d}{\sin \theta }}-{\frac {2d}{\tan \theta }}\cos \theta ={\frac {2d}{\sin \theta }}(1-\cos ^{2}\theta )={\frac {2d}{\sin \theta }}\sin ^{2}\theta }
Після спрощення отримаємо закон Брегга
{\displaystyle n\lambda =2d\cdot \sin \theta ~~~~(1).}

## Застосування
Умова Брегга — Вульфа дозволяє визначити міжплощинні відстані d в кристалі, оскільки λ зазвичай відома, а кути θ вимірюються експериментально. Умову (1) отримано без урахування ефекту заломлення для безмежного кристала, що має ідеально-періодичну будову. Насправді дифраговане випромінювання поширюється в скінченному кутовому інтервалі θ±Δθ, причому ширина цього інтервалу визначається в кінематичному наближенні числом відбивних атомних площин (тобто пропорційна лінійним розмірам кристала), аналогічно числу штрихів дифракційної решітки. За динамічної дифракції величина Δθ залежить також від величини взаємодії рентгенівського випромінювання з атомами кристала. Спотворення кристалічної ґратки, залежно від їх характеру, призводять до зміни кута θ, або зростання Δθ, або до того й іншого одночасно.
Умова Брегга — Вульфа є початковою точкою досліджень у рентгенівському структурному аналізі, рентгенографії матеріалів, рентгенівській топографії.
Умова Брегга — Вульфа залишається справедливою при дифракції γ-випромінювання, електронів і нейтронів у кристалах, при дифракції в шаруватих і періодичних структурах випромінювання радіо- і оптичного діапазонів, а також звуку.
У нелінійній оптиці і квантовій електроніці для опису параметричних і непружних процесів застосовують різні умови просторового синхронізму хвиль, близькі за змістом до умови Брегга — Вульфа.